# Mbuko jezik
Mbuko jezik (mbokou, mboku, mbuku; ISO 639-3: mqb), afrazijski jezik uže čadske skupine biu-mandara, kojim govori 13 000 ljudi (2002. SIL;  6 700, 1982. SIL). ) u kamerunskoj provinciji Far North.
Mbuko pripada s još (18) jezika užoj podskupini A.5. (Mafa-Mofu)

## Vanjske poveznice
- Ethnologue (14th)
- Ethnologue (15th)